# 人民大街
人民大街是中华人民共和国吉林省长春市的中轴线，南北走向，北起站前广场，南至绕城高速公路，全长13.7公里。

## 历史

### 中央通
1905年日俄战争结束后，双方签订《朴茨茅斯条约》，长春成为俄国和日本势力的分界线。条约约定，俄国将中东铁路南段管理权（长春至旅顺段）无偿移交予日本；南段铁路更名为南满铁路，通称“满铁”。1907年，满铁在头道沟与二道沟之间买下5.6平方公里的土地，修建南满铁路长春站，并将今站前广场至七马路区域开辟为南满铁路附属地。在路网设计方面，南满铁路附属地采用了棋盘状和放射状相结合的整体规划：由正北方向的北广场（即长春站站前广场），向东、东南、南、西南和西五个方向，辐射出东斜街、西斜街等五条放射状街道。其中向南放射的道路被称为“长春大街”，1922年改称为中央通，是为今天人民大街的最初雏形。中央通由满铁土木课课长加藤与之吉设计，其长900米，宽36米，北起北广场，南至西公园（今胜利公园）。由于其宽度远远超出了当时长春道路的平均宽度，引起社会对于其“设计过宽”的质疑。

### 大同大街
1932年，长春改称新京，成为了满洲国的首都。在《新京国都建设计划》中，规划了一条重要的纵向中轴线道路，即大同大街。大同大街宽达54米，自中央通向南延伸，分隔了新京旧城区与新城区的范围。沿路凡与主干道交汇时，即规划圆形广场（即环岛），起到疏解车流的作用。其沿路设计了6个圆形广场，包括站前广场（今长春站南广场）、新发广场（已拆除）、大同广场（今人民广场）、兴仁广场（后改称解放广场，已拆除）、至圣广场（后改称自由广场）和建国广场（今工农广场，现仅存部分设施），并在主路与辅路之间设绿化隔离带。
大同大街整体采用沥青路面，自1932年开始铺筑，1933年时修建至大同广场（今人民广场），1936年修建至兴仁广场（今解放大路口）；1938年修至时新京市区最南端的欢喜岭附近（今卫星广场附近）。满洲国政府在大同广场以北的大同大街两侧，兴建了关东军司令部（现中共吉林省委驻地）、宪兵司令部（现吉林省人民政府驻地）以及各种官厅和会社的办公楼；大同广场以南建筑物明显稀少。大同大街以东系长春老城区；以西系满洲国重点建设的新区（今主要为朝阳区）。

### 斯大林大街
1945年，苏军进驻长春，大同大街更名为斯大林大街；1946年，国民政府进驻长春时期，原中央通改称“中山大街”，原大同大街改称“中正大街”；1948年10月，解放军占领长春，原中山大街与中正大街统一更名为斯大林大街。直到近40年后的1996年5月1日，斯大林大街更名为人民大街，并一路南延至永春镇以南区域。

## 沿街重要建筑
1. 长春站（人民大街1号）：位于人民大街的最北端，始建于1907年，目前的站房于1995年建成。
2. 长春春谊宾馆（人民大街2号）：位于长春站南广场东南角，始建于1909年，原为新京大和旅馆，为新艺术运动风格建筑。
3. 满铁新京支社旧址（人民大街81号）：今中国铁路沈阳局集团长春铁路办事处。
4. 满铁长春中央通邮便所旧址（人民大街500号）：建于1907年11月，今长春市邮政局宽城邮政支局。
5. 新京神社旧址（人民大街619号）：建于1916年，原址现为吉林省省直机关第一幼儿园和长春市政府机关第二幼儿园[1]。
6. 满铁图书馆旧址（人民大街650号）：建于1931年，原建筑先后由长春市图书馆、长春电影发行公司、和平大戏院等单位使用，现为长春新华诗歌书店[1]。
7. 伪满国务院总务厅弘报处旧址（嫩江路72号）：即“国通大楼”，位于人民大街与嫩江路口西南。
8. 满洲国国防会馆旧址（人民大街1199号）：始建于1937年，现为方舟美术馆。
9. 日本关东局和宪兵司令部旧址（新发路329号）：位于人民大街与新发路交汇处东北角，建于1932年，由关东局土木课的臼井健三设计，现为吉林省人民政府所在地。
10. 日本关东军司令部旧址（新发路577号）：今中共吉林省委所在地。
11. 大兴会馆旧址（人民大街1486号）：始建于1935年，现为吉林省农业农村厅。
12. 伪满洲土地开发株式会社、伪地政管理局旧址（人民大街1571号）：即“大德会社”旧址，始建于1936年，现为共青团吉林省委、吉林省妇女联合会办公楼。
13. 日本毛织会社旧址（人民大街1699号）：即“日毛大楼”，始建于1935年，现为交通银行长春新发支行。
14. 新京东本愿寺旧址（北安路735号）：始建于1936年，人民大街与北安路以西两百米处，紧邻“日毛大楼”，仿京都东本愿寺样式。
15. 海上大楼旧址（人民大街1810号）：今长春市中心医院。
16. 康德会馆旧址（人民大街1811号）：曾为长春市人民政府驻地[2][3]，现闲置。
17. 三中井百货店旧址（人民大街1881号）：原址现为长春百货大楼。
18. 丰乐剧场旧址（重庆路1019号）：人民大街与重庆路以西两百米处，近百货大楼。
19. 东洋拓殖株式会社旧址（人民大街2080号）：即“东拓大楼”，始建于1937年，曾为东洋拓殖株式会社新京支店和满洲重工业开发株式会社的办公楼，现为金信国际大楼。
20. 伪满洲国中央银行旧址（人民大街2219号）：位于人民广场西北角，始建于1934年4月至1938年8月，仿古希腊式建筑，现为中国人民银行长春分行。
21. 满洲电信电话株式会社旧址（人民大街2599号）：位于人民广场西侧，始建于1933年8月31日，现为中国联通长春分公司。
22. 伪满洲国首都警察厅旧址（人民大街2627号）：位于人民广场西南方，建成于1934年，现为长春市公安局。
23. 护国般若寺（长春大街137号）：位于人民广场东北方，始建于1934年。
24. 工人文化宫（人民大街2302号）：位于人民广场东北侧，始建于1952年。
25. 吉林省宾馆（人民大街2598号）：始建于1955年，整体于1990年竣工。
26. 苏军烈士纪念塔：位于人民广场正中央，建于1948年，为纪念蘇日戰爭中牺牲的苏联红军而建。
27. 满洲国协和会中央本部旧址（人民大街2836号）：建于1932年7月25日，现为军分区使用。
28. 长春市体育馆（人民大街2999号）：始建于1957年。
29. 神武殿（人民大街3133号）：位于长春市牡丹园内，1940年建成，日式武道场馆。
30. 长春万象城（人民大街3388号）：2023年开业，原址为吉林省博物院和吉林省东方大剧院。
31. 伪满炭矿株式会社旧址（解放大路2519号）：即“满炭大楼”，人民大街与解放大路以西四百米处，现为长春吉大附中实验学校。
32. 满洲国国民勤劳部旧址（人民大街3518号）：始建于1932年，原为长春税务学院使用，现为上海浦东发展银行长春分行。
33. 满洲国民生部旧址（人民大街3623号）：现为吉林省石油化工设计研究院。
34. 东北师范大学（人民大街5268号）。
35. 中科院应用化学研究所主楼（人民大街5625号）：原为满洲国大陆科学院。
36. 建國忠靈廟（人民大街7645号）：现长飞小区内。
37. 长春大学（卫星路6543号）：校址原为建国大学。